# Entends-tu les chiens aboyer?
Entends-tu les chiens aboyer? es una banda de sonido realizada por el músico griego Vangelis, editada en 1975.
El disco fue compuesto por Vangelis como banda sonora del film del mismo nombre, del cineasta francés François Reichenbach. En Alemania fue lanzado con título en inglés: Can You Hear the Dogs Barking? (¿puedes escuchar los perros ladrar?). Dos años más tarde el disco fue reeditado como Ignacio.

## Lista de temas
Lado A
1. "Entends-tu les chiens aboyer?"

Lado B
1. "Entends-tu les chiens aboyer?"